# 卡姆揚卡 (普盧日內市鎮)
50°15′2″N 26°25′37″E / 50.25056°N 26.42694°E
卡姆揚卡（烏克蘭語：Кам'янка）是位於烏克蘭西部的村莊，由赫梅利尼茨基州舍佩蒂夫卡區的普盧日內市鎮負責管轄。該村始建於1462年，面積0.918平方公里，海拔高度204米，2001年人口241。